# Robert Imhof
Robert Imhof (* 22. März 1925 in Herne; † 7. Februar 1996 in Bochum) war ein deutscher Künstler im Bereich der Aquarelltechnik, Druckgrafik und Landschaftsmalerei aus dem Ruhrgebiet.

## Leben
1925 wurde Robert Imhof als Sohn des Kunstmalers Wilhelm Imhof und der Hausfrau Marta Imhof, geb. Weigel, in Herne geboren. Nach dem Schulbesuch beantragte er am 19. Januar 1943 die Aufnahme in die NSDAP und wurde zum 20. April desselben Jahres aufgenommen (Mitgliedsnummer 9.607.760). Er war ab 1943 Soldat und geriet, nach der bedingungslosen Kapitulation der Wehrmacht, von 1945 bis 1948 in Kriegsgefangenschaft. Seine ersten künstlerischen Versuche machte er 1948 in Zusammenarbeit mit seinem Vater. 1949 legte er das Abitur ab und war von 1951 bis 1957 Student an der Düsseldorfer Kunstakademie. Im Jahre 1958 legte er sein zweites Staatsexamen im Fach Kunsterziehung für das Lehramt ab. In diese Zeit fiel auch seine Heirat mit Thea Knops 1955. Ab 1955 wohnte das Paar in Bochum, wo Imhof auch sein Atelier hatte, 1962 erfolgte der Umzug nach Herne. Ab 1959 war Imhof als Kunsterzieher tätig, davon von 1972 bis 1985 als Studiendirektor für die Fächer Kunst und Werken am Otto-Hahn-Gymnasium Herne.
Politisch stand er der SPD nahe. Ab 1984 war er sachkundiger Bürger in Herne und Träger der Ehrenplakette der Stadt Herne. Robert Imhof starb am 7. Februar 1996 im Alter von 70 Jahren in Bochum.

## Werk
Über lange Zeit war Imhof beeinflusst von der Informellen Kunst. So mischte er etwa ungewöhnliche Stoffe in seine Bilder, wie Sand, Leinen und ähnliches. Durch den Einfluss der École de Paris und inspiriert von Cobra-Kunst und Surrealismus entwickelte er sehr schnell seinen eigenen Stil. Er stellte Farben, Formen und Themen konsequent in Frage und entwickelte seine ganz eigene expressive Bildsprache. Sein Tätigkeitsbereich deckte Malen, Zeichnen, grafische Darstellung sowie Aquarellmalerei ab. In den 1970er Jahren wandte er sich gegenständlichen und surrealen Motiven zu, experimentierte auch mit Elementen der Op-Art, die er ironisierend in seinen Sofakissen- und Fahnenlandschaften verwendete. Seine Landschaftsbilder irritieren durch technische glatte Elemente, die Imhof einfügte, wie Flugzeuge, Fallschirme, aber auch Grenzpfähle. Ein wiederkehrendes Motiv und Erkennungsmerkmal wurde im Lauf der Zeit der „Kohlkopf“. Erstmals malte er 1975 für einen Auftrag der Sparkasse einen Kohlkopf aus seinem Gemüsegarten, den er in der Mitte durchschnitt und die gekräuselte Strukturen des Inneren wiedergab. Der Kohl findet sich danach Bildfüllend in seinen Werken, die Landschaft überwuchernd. Vielen seiner Werke gab er Titel mit Bezug zum Gemüse- und Blumengarten, wie etwa „Insektenrampe“ oder „Schneckenführer“. In seinen letzten Werken kehrte Imhof zur Informellen Malerei zurück.
Im Verlaufe seines Lebens entwickelte Robert Imhof sich zu einem vielseitigen, in der Stadt Herne, der Region und im europäischen Ausland bekannten Künstler. In den Jahren 1992 und 1994 erhielt er Arbeitsstipendien an der Cité Internationale des Arts in Paris. Hier konnte er sein kreatives Schaffen vertiefen. Er war Mitglied der 1. Herner Künstlergruppe, der Dortmunder Gruppe, des Bochumer Künstlerbundes, des Westdeutschen Künstlerbundes und des Vereins der Düsseldorfer Künstler.

## Ausstellungen (Auswahl)
Einzelausstellungen
- 1960: Kammerspiele Essen
- 1964: Fritz-Henßler-Haus, Dortmund
- 1964: Städtischer Kunstpavillon Soest
- 1966: Emschertal-Museum, Herne
- 1968: Galerie Ostentor, Dortmund
- 1969: Museum Bochum – Kunstsammlung
- 1970: Städtische Galerie im Schlosspark Strünkede, Herne
- 1971: Malerei, Zeichnungen, Druckgrafik. Kunstverein Unna
- 1974: Städtische Galerie im Schlosspark Strünkede, Herne
- 1974: Städtische Galerie Sohle 1, Bergkamen
- 1978: Torhaus Rombergpark, Dortmund
- 1979: Robert Imhof: Retrospektive. Städtische Galerie im Schlosspark Strünkede, Emschertal-Museum Herne[8][9]
- 1988: Wilhelm-Morgner-Haus, Soest
- 1990 und 1991: Robert Imhof, Kohlbilder. Flottmann-Hallen Herne, Städtische Galerie Bad Oeynhausen, Brilon, Paderborn, Städtische Galerie Gladbeck, Alte Abtei Lemgo[10]
- 1995: Städtische Galerie im Schlosspark Strünkede, Herne
- 1995: Zeitsprung : malerische Positionen der Jahre 1963 - 1969 und 1989 - 1995. Museum Bochum – Kunstsammlung (zum 70. Geburtstag)[11]
- 1997: Städtische Galerie im Schlosspark Strünkede, Herne[3]

Gruppenausstellungen
- 1962 bis 1994: Ausstellungen mit dem Bochumer Künstlerbund, Museum Bochum – Kunstsammlung
- ab 1964: Ausstellungen mit der Dortmunder Gruppe, Museum Ostwall, Dortmund
- ab 1964: Jahresausstellungen Westfälischer Künstler, Westfälisches Landesmuseum für Kunst und Kulturgeschichte
- 1964 bis 1996: Große Kunstausstellung NRW Düsseldorf, Museum Kunstpalast
- 1966 bis 1995: Flottmann-Hallen, Herne
- 1967: Exposition Internationale. Musée de Picardie, Amiens
- ab 1968: Ausstellungen mit dem Westdeutschen Künstlerbund, Osthaus Museum Hagen
- 1974: Exposition d’artistes de dortmund. Musée de Picardie, Amiens
- 1975: Dortmunder Künstler. Städtische Galerie Bergen, Niederlande
- 1977: Das Revier als Faszination. Kunstverein Oberhausen[9]
- 1983, 1986 und 1991: Exponata, Kunst aus Westfalen in Münster
- 1986 – 1991: Westfälischer Künstlerbund
- 1987: im Rahmen der Herner Kulturtage, Städtische Galerie im Schlosspark Strünkede, Herne[12]
- 1991: Kultur vor Ort. RevierLandschaft StadtLandschaft KunstLandschaft. Flottmann-Hallen, Herne
- 1992: Jahresausstellung 1992 Herner Künstlerinnen und Künstler. Flottmann-Hallen, Herne
- 1994: Jahresausstellung Herner Künstlerinnen und Künstler 1994/95. Flottmann-Hallen, Herne[13]
- 1995: 1. Herner Künstlergruppe 1948–1953. Erinnerungsausstellung, Schollbrockhaus, Herne[7]

Posthum
- 1997: Rückschau zur Herner Kunstszene. Wilhelm Imhof, Heinrich Wurm, Edmund Schuitz, Robert Imhof, Günter Senge. Städtische Galerie im Schlosspark Strünkede, Herne[14]
- 2009: Spätwerk Landschaften. Emschertal-Museum
- 2013: Malerei und Graphik. Gemeinschaftsausstellung des Bochumer Künstlerbundes mit 13 Werken von Robert Imhof, Artur Cremer-Acre, Heinz Sauerland, Galerie 13, Bochum[15]
- 2017: Robert Imhof – Das Frühwerk, Rathaus Herne[6]
- 2018: Spuren – Herner Künstlerinnen und Künstler der Jahrgänge 1893 - 1945. Flottmann-Hallen Herne, Künstler-Zeche Unser Fritz, VHS Haus am Grünen Ring, Städtische Galerie im Schlosspark Strünkede[16]